# 荒川水力電気
荒川水力電気株式会社（あらかわすいりょくでんき）は、宮城県仙台市青葉区に本社を置く企業。東北電力グループに属する電気事業者である。

## 概要
1960年（昭和35年）4月22日、東北電力株式会社と日本軽金属株式会社との共同出資により設立され、山形県・新潟県を流れる一級河川荒川水系を水源とした水力発電事業を展開。当初は荒川本流に岩船発電所を、1978年（昭和53年）には支流の大石川に大石発電所を建設し、合計最大出力2万2,400キロワット、年間発生電力量約1億1,300万キロワット時を東北電力および日本軽金属新潟工場、国土交通省大石ダム管理支所へ供給している。

## 事業所
- 本社 - 宮城県仙台市青葉区本町一丁目7番1号[1]
  - 本社連絡先 - 宮城県仙台市青葉区一番町三丁目7番1号 電力ビル3F[1]
- 関川事業所 - 新潟県岩船郡関川村大字下関605番4[1]

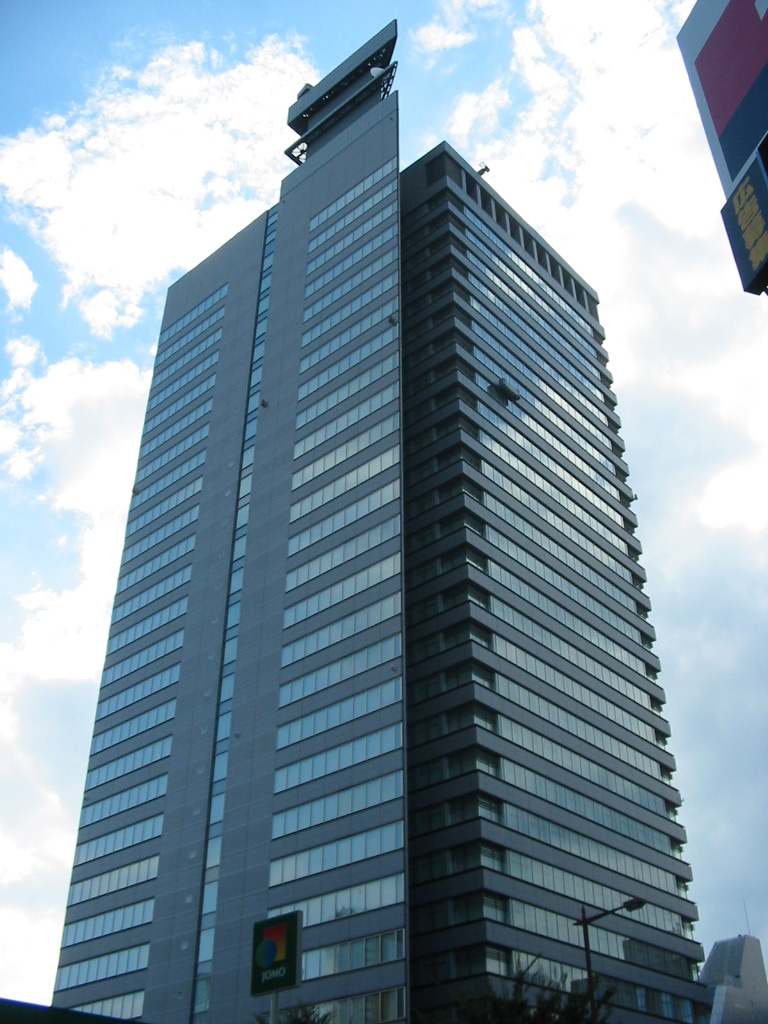
本社所在地（東北電力本店ビル）
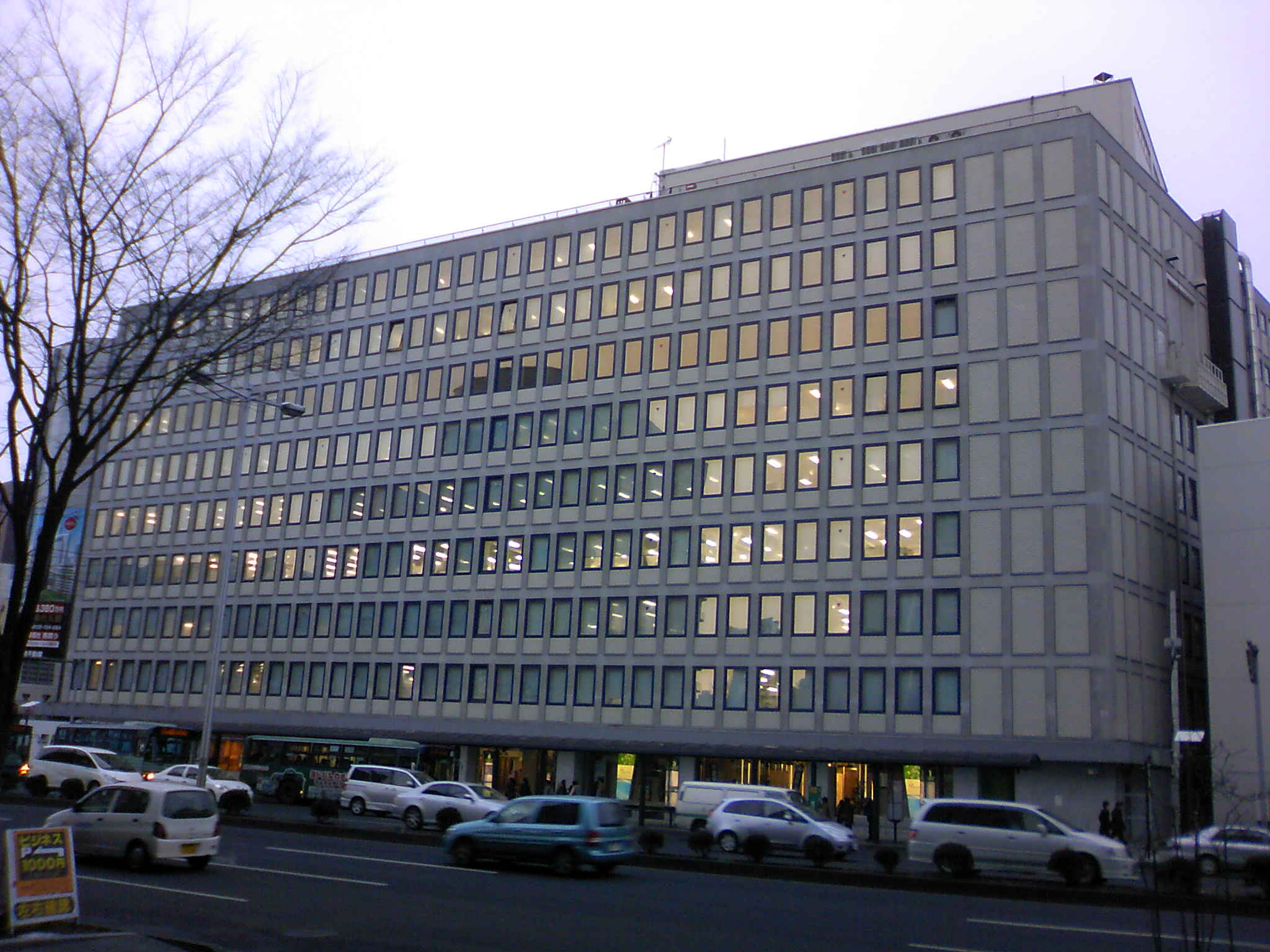
本社連絡先（電力ビル）

## 発電所

### 岩船発電所

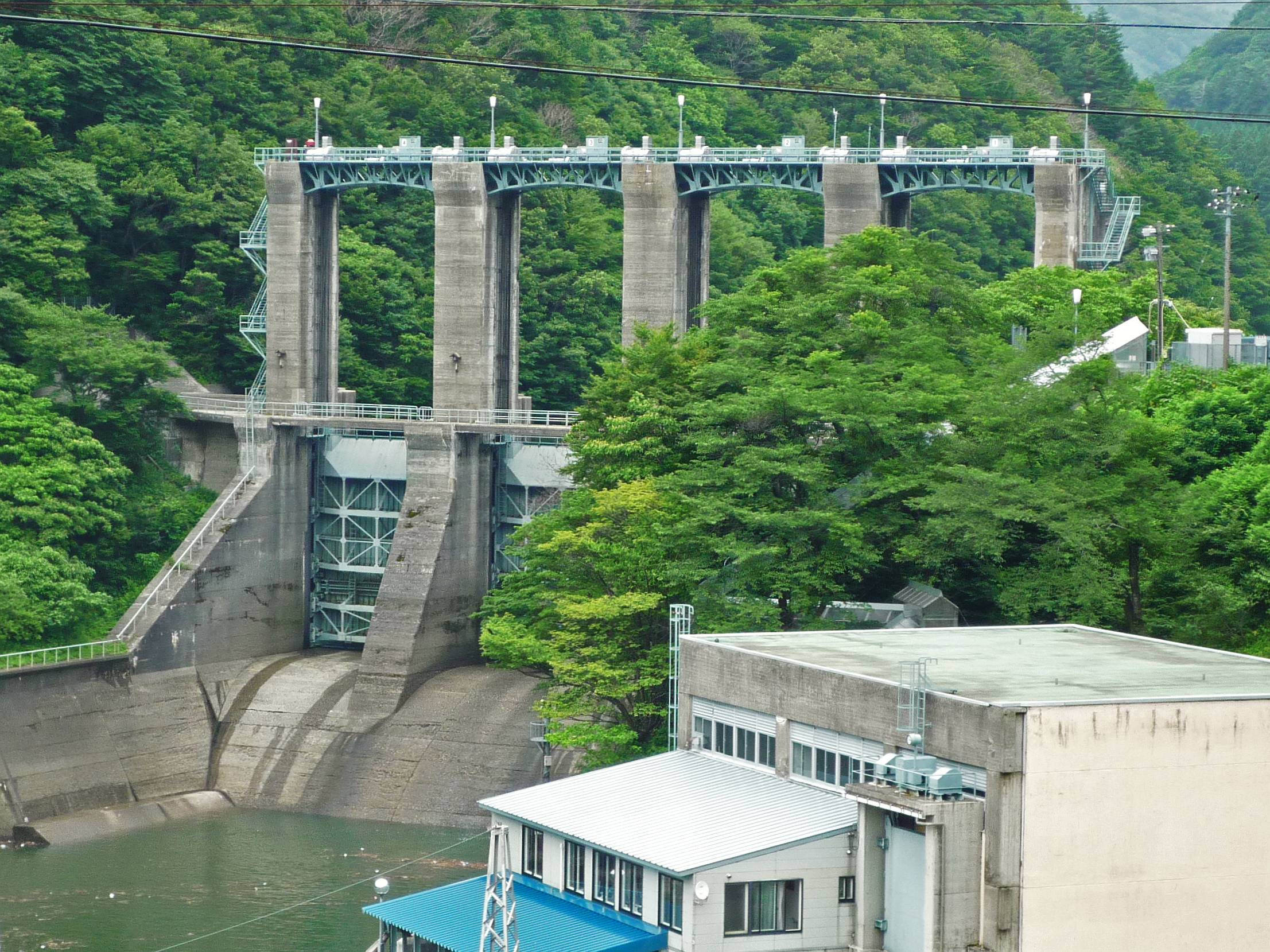
岩船ダム

新潟県関川村大字片貝にある水力発電所。発電用水車に立軸単輪単流渦巻型カプラン水車を採用、1962年（昭和37年）2月19日に運転を開始した。高さ30.2メートルの岩船ダムより最大65立方メートル毎秒を取水し、20.96メートルの有効落差を得て、最大1万1,500キロワットの電力を発生する。ダム管理所より常時監視を行っている。

### 大石発電所

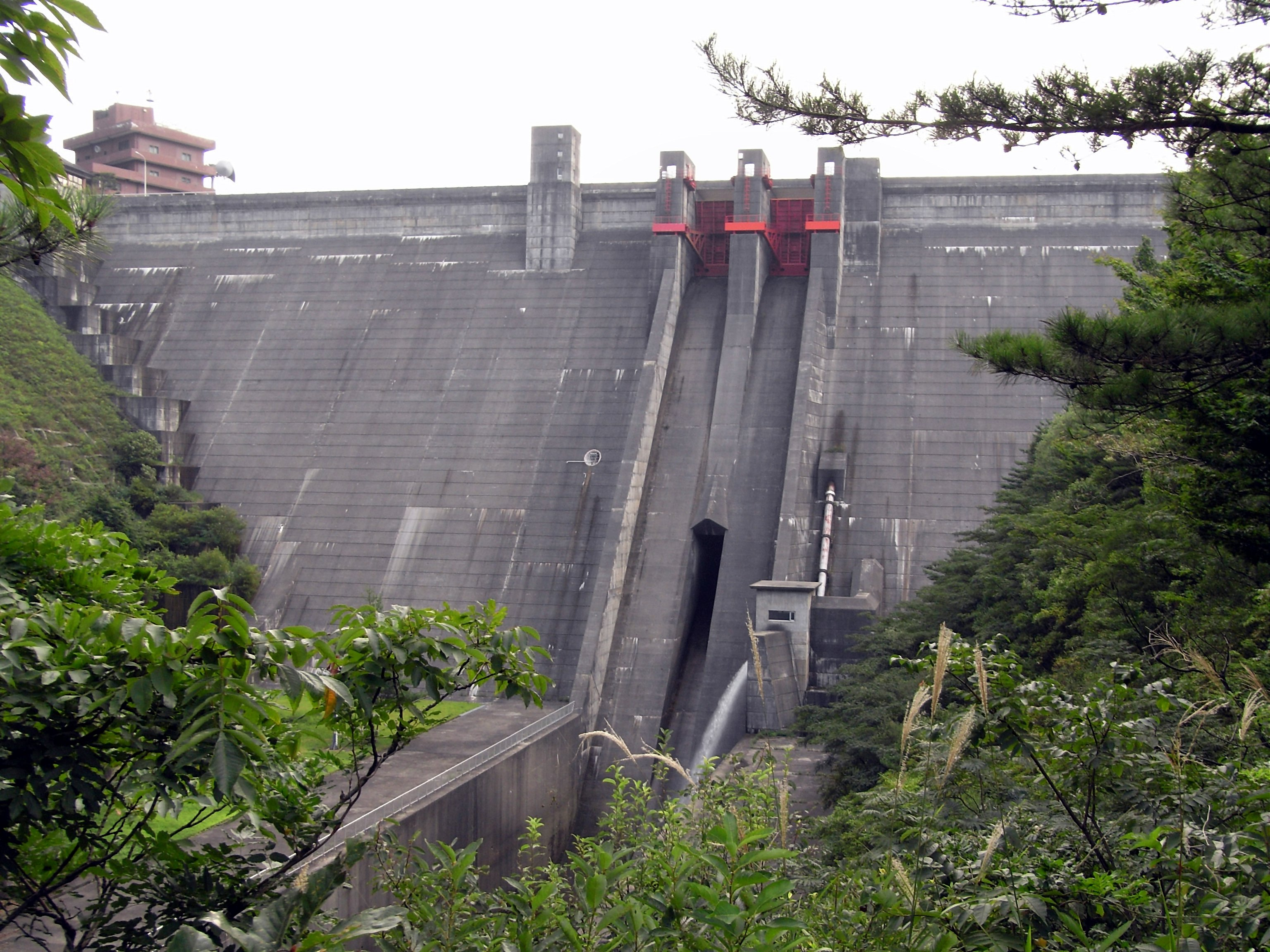
大石ダム

関川村大字大石にある水力発電所。発電用水車に立軸単輪単流渦巻型フランシス水車を採用、1978年（昭和53年）3月20日に運転を開始した。発電所から1キロメートル上流にある大石ダム（国土交通省直轄ダム）より最大15立方メートル毎秒を取水し、87.2メートルの有効落差を得て、最大1万900キロワットの電力を発生する。